# Анджела Шиклуна
Анджела Шиклуна (мальт. Angela Scicluna) — мальтійська спортсменка, яка брала участь у змаганнях з адаптивної легкої атлетики. Виборола срібну медаль на Паралімпійських іграх у Римі 1960 року у штовханні ядра (клас C).